# Wilhelm Vilkrist
Wilhelm Vilkrist, ursprungligen Kristensen, född 14 april 1887 i Odder, Danmark, död 1972, var en dansk-svensk målare och grafiker.
Han var son till bryggaren Peter Marinus Hildebrandt Kristensen. Vilkrist studerade tre år på Teknisk Skole i Århus samtidigt som han utbildade sig privat till dekorations- och teatermålare för en dekorationsmålare i Århus. Därefter studerade han under tre år i olika tyska städer innan han 1910 kom till Paris där han anställdes vid en stor dekorationsfirma. Efter studier i akvarellmåleri i London kom Vilkrist till Stockholm 1915 där han försörjde sig som porträtt och dekorationsmålare. Han anställdes av Einar Forseth som medhjälpare vid dennes större monumentaluppdrag. För att vidareutbilda sig inom grafiska tekniker studerade han för Axel Tallberg vid Konstakademien i Stockholm 1922 innan han i mitten av 1920-talet återvände till Frankrike. Han vistades några år i bland annat Paris, Korsika, Bretagne och Nederländerna samt några sporadiska återbesök till Danmark innan han slutligen bosatte sig i Stockholm. Separat ställde han bland annat ut i Uddevalla, Västerås, Paris Haag, Köpenhamn och på Josefsons konsthall i Stockholm. Bland hans offentliga arbeten märks en altartavla för Bohusläns regementes kyrksal. Hans konst består av landskapsskildringar, porträtt utförda i olja eller akvarell samt dekorationsmåleri. Vilkrist är representerad vid Uddevalla museum, Västerås konstmuseum, Århus museum och Helsingør museum. 